# Frédéric Marin-Cudraz
Frédéric Marin-Cudraz (* 7. Januar 1974 in Albertville) ist ein ehemaliger französischer Skirennläufer.

## Karriere
Marin-Cudraz gab sein internationales Renndebüt bei den Juniorenweltmeisterschaften 1992 in Maribor, wobei er mit Rang 19 im Super-G seine beste Platzierung erreichte. Ein Jahr später gewann er bei Juniorenweltmeisterschaften die Bronzemedaille im Riesenslalom.
Sein erstes Weltcuprennen bestritt Marin-Cudraz am 22. Dezember 1993 beim Super-G von Lech, wobei er als 62. die Weltcuppunkteränge deutlich verpasste. 
In den darauffolgenden Jahren startete Marin-Cudraz im Welt- als auch im Europacup, ohne dabei jedoch größere Erfolge zu erzielen. Seine ersten Punkte gewann er fast genau drei Jahre später, am 16. Dezember 1996 beim Super-G von Val-d’Isère.
Zu Beginn des Winters 1997/98 gelang Marin-Cudraz mit Rang 6 beim Super-G von Beaver Creek, Colorado seine bis zu diesem Zeitpunkt beste Platzierung im Weltcup. Aufgrund dieses Erfolges wurde er für die Olympischen Winterspiele in Nagano nominiert. Dort schied er nach einem Fahrfehler im Super-G aus und blieb ohne Platzierung.
An diese Leistungen konnte Marin-Cudraz in den nachfolgenden Jahren jedoch immer weniger anschließen. So gelang ihm nur noch vereinzelt eine Platzierung in den Weltcuppunkterängen und auch im Europacup blieben Erfolge aus.
Sein letztes internationales Rennen bestritt er am 18. Januar 2002 in Megève, danach beendete er seine Karriere.

## Erfolge

### Olympische Winterspiele
- Nagano 1998: DNF Super-G

### Weltcup
- Eine Platzierung unter den besten 10

### Juniorenweltmeisterschaften
- Maribor 1992: 19. Super-G, 21. Riesenslalom, 56. Abfahrt
- Monte Campione 1993: 3. Riesenslalom, 10. Alpine Kombination, 14. Super-G, 30. Abfahrt, 42. Slalom

### Europacup
- 3 Platzierungen unter den besten 10, davon ein Podestplatz

### South American Cup
- 2 Platzierung unter den besten 20

### Nor-Am Cup
- Eine Platzierung unter den besten 30

### Weitere Erfolge
- 2 Siege bei FIS-Rennen